# Ciclone Gati
A Tempestade Ciclônica Muito Severa Gati foi o ciclone tropical mais forte já registrado a atingir a Somália e um dos poucos ciclones tropicais a fazê-lo no país. A sétima depressão, terceira tempestade ciclônica e segunda tempestade ciclônica muito severa da temporada de ciclones do Oceano Índico Norte de 2020, Gati formou-se a partir de uma área de baixa pressão no Mar da Arábia, em 21 de novembro. A tempestade então se intensificou explosivamente, tornando-se um ciclone tropical muito severo e atingindo seu pico de intensidade, no dia seguinte. Gati enfraqueceu um pouco antes de atingir o nordeste da Somália em 22 de novembro. Gati foi o primeiro ciclone com força de furacão a atingir a Somália registrado. Gati então enfraqueceu e ficou desorganizado enquanto se movia para o interior. O JTWC emitiu seu aviso final sobre Gati logo após se mudar para o Golfo de Adem em 23 de novembro.
Gati causou fortes chuvas na Somália, chegando a 128 mm (5,0 in) em Bosaso. Estima-se que 10.000 animais foram mortos por Gati em Ufeyn. A tempestade matou pelo menos 9 pessoas e deslocou cerca de 42.000 outras no país e causou milhões de dólares em danos. Impactos menores também foram observados na ilha iemenita de Socotorá e nas Terras Altas da Etiópia.

## História meteorológica
Em 17 Em novembro de 2020, o Departamento Meteorológico da Índia (IMD) observou o potencial de ciclogênese tropical sobre o Mar Arábico central em associação com uma área de convecção perto das Maldivas. A atividade convectiva foi aumentada pela oscilação Madden-Julian, enquanto as temperaturas da superfície do mar de 29 to 30 °C (84 to 86 °F) e baixo cisalhamento do vento favoreceram o desenvolvimento adicional. Emr 18 de novembro, uma fraca circulação de baixo nível desenvolveu a cerca de 185 km (115 mi) leste-sudeste de Socotorá. A organização a partir de então foi frustrada, uma vez que se tornou incorporada em uma calha de monção. Duas circulações adicionais se desenvolveram a leste e oeste da baixa original; no entanto, a baixa original se tornou o sistema dominante ao absorver as duas circulações anteriores. Em 21 de novembro, duas passagens de scatterômetro revelaram uma baixa única e bem definida com ventos fortes sob uma área de convecção ardente. Às 18:00 UTC, o IMD classificou o sistema como Depressão ARB 04 cerca de 410 km (250 mi) leste-sudeste de Socotra. Da mesma forma, o Joint Typhoon Warning Center (JTWC) iniciou alertas sobre o sistema como Ciclone Tropical 03A. Dirigido a oeste por uma cordilheira subtropical ao norte, pouca intensificação era esperada antes da chegada do ciclone na Somália.
Durante a noite de 21 para 22 de novembro o pequeno ciclone se organizou rapidamente, com um olho bem definido se desenvolvendo. O IMD atualizou o sistema para uma depressão profunda no início de 22 de novembro e uma tempestade ciclônica logo depois. Ao se tornar uma tempestade ciclônica, recebeu o nome de Gati. Classificado como um "sistema anão" pelo JTWC com um diâmetro de núcleo de apenas 120 km (75 mi) e um 27 km (17 mi) olhos arregalados, Gati intensificou explosivamente naquela manhã, com ventos sustentados máximos de 1 minuto aumentando de 110 km/h (68 mph) para 185 km/h (115 mph) em apenas seis horas. O IMD avaliou que Gati atingiu seu pico de intensidade como uma tempestade ciclônica muito severa por volta das 12:00 UTC, com ventos sustentados de três minutos de 140 km/h (87 mph) e uma pressão mínima de 976 hPa (28.8 inHg). Seis horas depois, Gati atingiu a terra firme perto de Hafun, no nordeste da Somália, com ventos sustentados de um minuto estimados de 165 km/h (103 mph). Isso fez de Gati o primeiro ciclone com força de furacão a atingir o país desde que os registros confiáveis começaram e, por padrão, o mais forte do país.
Uma vez em terra, o cisalhamento baseado em atrito fez com que a convecção se deslocasse rapidamente do centro da tempestade. A circulação de baixo nível ficou completamente exposta no início de 23 novembro, quando atravessou o nordeste da Somália; a circulação de nível superior do sistema e a convecção associada se destacaram e aceleraram para oeste à frente da superfície baixa. A circulação cada vez mais alongada de Gati surgiu sobre o Golfo de Adem às 12:00 UTC, e o JTWC emitiram seu aviso final sobre o sistema logo em seguida.

## Preparativos e impacto
O ciclone Gati causou grandes danos na Somália, deslocando milhares, matando 9 e piorando os enxames de gafanhotos na região. Embora nenhum número específico seja divulgado, espera-se que os danos de Gati sejam na casa dos milhões.

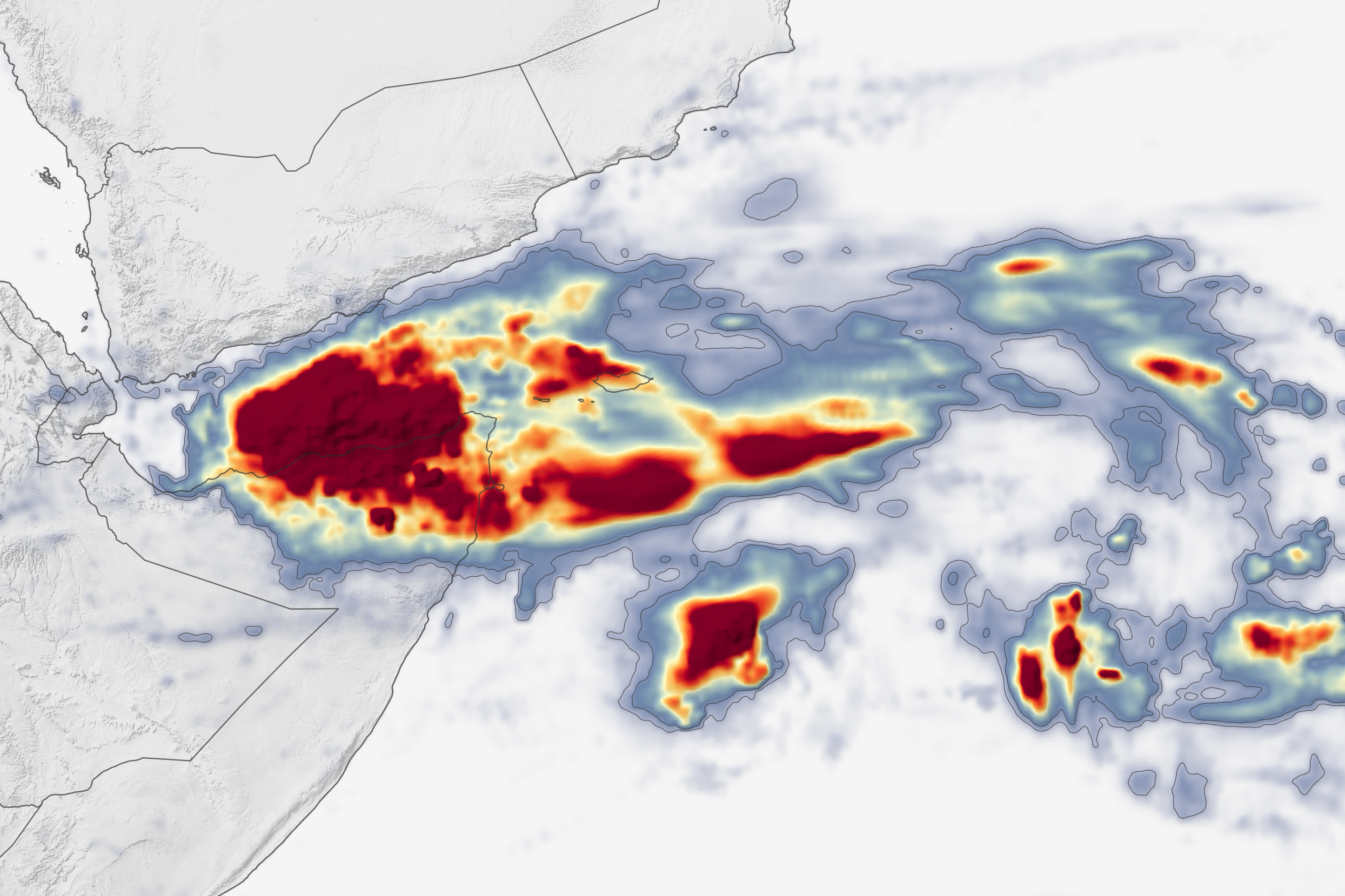
Um mapa de estimativas de precipitação derivadas de satélite da Medição de Precipitação Global entre 21 e 23 de novembro de 2020. Os tons mais escuros de vermelho indicam acúmulos superiores a 100 mm.

### Somália
O norte da Somália, a área mais impactada, normalmente vê 100 mm (4 in) de chuva anualmente. Previa-se que o ciclone Gati produziria o dobro dessa quantidade em dois dias. Um alerta conjunto da Somália Water and Land Information Management e da Organização das Nações Unidas para Agricultura e Alimentação alertou para o potencial de ventos fortes, chuvas fortes e inundações repentinas na região de Puntlândia. As evacuações ocorreram em áreas costeiras de Bari. Preocupações com a segurança alimentar foram levantadas pelas Nações Unidas quando a tempestade "agravou uma situação humanitária já frágil" decorrente de uma seca em 2017. Na Somalilândia, a Autoridade Nacional de Preparação para Desastres e Reserva Alimentar alertou os moradores sobre a tempestade e colocou a guarda costeira de prontidão para possíveis evacuações.
Chuvas torrenciais, ventos prejudiciais e tempestades impactaram áreas do norte da Somália, principalmente em Puntland. O total de chuvas em 24 horas atingiu 128 mm (5.0 in) em Bosaso e 103 mm (4.1 in) no distrito de Balidhidhin. Grandes danos ocorreram em Bari, com pelo menos 642 casas destruídas e comunicação perdida com várias comunidades. Estima-se que 180.000 pessoas foram diretamente afetadas pelo ciclone, incluindo 42.000 que foram deslocadas de suas casas. Poços de água doce em Hafun, Taageer e Qandala foram inundados pelas inundações. Pelo menos seis pessoas ficaram feridas em Hafun, incluindo o comissário distrital Mohamud Yusuf Garow, devido ao colapso de edifícios. Pelo menos 8 pescadores foram mortos na costa de Hafun, enquanto outros 30 continuam desaparecidos. Mais para o interior, as comunidades do deserto de Ashira e Hordio foram diretamente impactadas pelo núcleo do ciclone. Estima-se que 10.000 animais foram mortos em Ufeyn. Em Sanaag, cerca de 950 cabeças de gado foram mortas por Gati. As inundações em Bosaso interromperam o transporte. Uma ponte foi danificada entre as cidades de Maydh e Heis.
Na Somalilândia, a oeste, as chuvas foram mais leves e nenhum dano foi relatado. As acumulações atingiram o pico de 60 mm (2.4 in) em Badhan e 35 mm (1.4 in) em Erigavo.

### Em outro lugar
Gati trouxe chuvas fortes que produziram inundações repentinas sobre a ilha iemenita de Socotorá. Chuvas fortes caíram nas terras altas da Etiópia dos remanescentes de Gati.

## Consequências
Em 23 de novembro, o governo de Puntland se reuniu para discutir as operações de recuperação relacionadas ao ciclone Gati, e posteriormente solicitou assistência humanitária. Estima-se que 66.000 pessoas precisaram de "assistência humanitária direta". Os esforços iniciais foram prejudicados pelo acesso limitado à água, saneamento e suprimentos de higiene em Bossaso. Foram feitos pedidos para transportar suprimentos de WASH de Mogadíscio, um processo que normalmente leva dez dias, com o Escritório das Nações Unidas para a Coordenação de Assuntos Humanitários (OCHA) trabalhando com Puntland para agilizar o processo. Por 26 Em novembro, foram distribuídos 3.000 kits de higiene para cerca de 9.000 pessoas em Bossaso. Os parceiros do Grupo de Saúde e Nutrição das Nações Unidas mobilizaram clínicas para ajudar 10.000 famílias em Bossaso, Hafun, Hurdiya e Iskushuban. O Grupo de Abrigo de Emergência e Itens Não Alimentares (NFI) distribuiu 500 kits NFI e US$ 245.000 em fundos para itens adicionais e abrigo.
A Organização das Nações Unidas para Agricultura e Alimentação observou que as fortes chuvas do ciclone podem exacerbar os enxames de gafanhotos do deserto no sul/centro da Somália e no leste da Etiópia. Isso logo se tornou realidade quando a reprodução começou em locais que receberam chuvas de Gati em dezembro de 2020.